# アルフレード・シモネット
アルフレード・シモネット（Alfredo Simonetto, 1905年4月15日 - 1963年6月2日）は、イタリアの指揮者。
トレヴィーゾの生まれ。ヴェネツィアのベネデット・マルチェロ音楽院で学び、スカラ座の指揮者陣に加わって演奏活動を始めた。1954年からイタリア放送協会がオペラのテレビ放送を始めたときに、その音楽監督に指名される。そのためにシモネットの指揮で少なからぬ量のオペラ録音がイタリア放送協会に残されることとなった。
トレヴィーゾにて没。